# Populiermineervlieg
De populiermineervlieg (Aulagromyza populi) is een vliegensoort uit de familie van de mineervliegen (Agromyzidae). De wetenschappelijke naam van de soort is voor het eerst geldig gepubliceerd in 1864 door Kaltenbach.